# Gare de Courgenay
La gare de Courgenay  est une gare ferroviaire suisse de la ligne de Delémont à Delle. Elle est située dans la localité centre de la commune de Courgenay, dans le canton du Jura.
Gare d'évitement, c'est un point d'arrêt voyageurs des Chemins de fer fédéraux suisses (SBB CFF FFS) desservi par des trains RER trinational de Bâle (ligne S3) et RegioExpress.

## Situation ferroviaire
Établie à 488 mètres d'altitude, la gare de Courgenay est située au point kilométrique (PK) 107,82 de la ligne de Delémont à Delle, entre les gares de Saint-Ursanne et de Porrentruy.

## Histoire
La gare bénéficie de la nouvelle desserte mise en place, sur la ligne, en décembre 2018 : « à la cadence à la demi-heure exacte par les trains Regioexpress (Biel/Bienne – Delémont – Delle) et S3 du RER bâlois (Bâle – Porrentruy) et ce de 4 h 30 à 1 h du matin 7 jours sur 7. Dix trains quotidiens poursuivent leur course jusqu’à la gare TGV de Belfort - Montbéliard alors que six trains quotidiens sont en correspondance à Delle pour la gare TGV ».

## Service des voyageurs

### Desserte
Courgenay est desservie par des trains RegioExpress sur la relation Biel/Bienne (ou Delémont) – Delle (ou Meroux (TGV), et  par des trains du RER trinational de Bâle (ligne S3) sur la relation Olten – Porrentruy.

### Intermodalité
Des emplacements pour les vélos et des places de parking pour les véhicules y sont aménagés.